# Rivière Mohawk
Pour les articles homonymes, voir Mohawk.
La rivière Mohawk est une importante voie navigable du nord de l'État de New York aux États-Unis, et le plus important affluent droit de l'Hudson.

## Cours
Longue d'environ 230 km, elle prend sa source dans le Comté de Oneida et se dirige vers le sud-est. Elle se jette dans l'Hudson près d'Albany. Elle traverse les villes de Schenectady, Amsterdam, Utica et Rome. Conjointement avec le Canal Érié, la Mohawk relie l'Hudson et le port de New York aux Grands Lacs.

## Histoire
Dans le passé, la rivière a été largement utilisée pour le transport des marchandises, des immigrants entre les hauteurs de l'Allegheny et des Adirondacks. Sa vallée fertile a attiré les premiers colons, et a été le théâtre de nombreuses batailles durant la Guerre de Sept Ans et la Guerre d'indépendance des États-Unis.

## Environnement

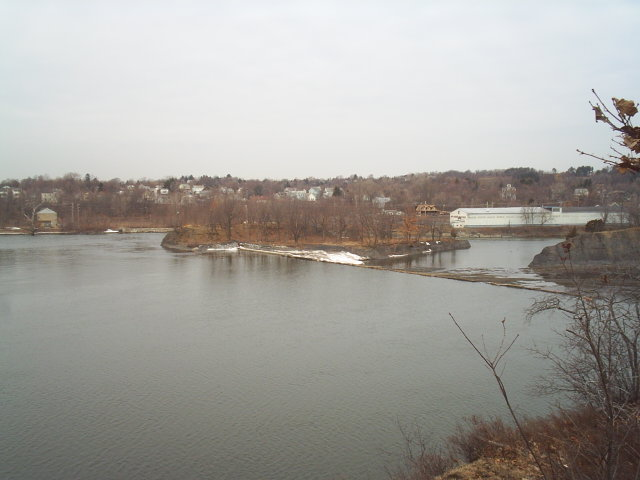
Bock Island dans la branche nord de la Mohawk vu depuis Peebles Island.

Cette rivière a été affectée par l'artificialisation d'une partie de son cours et de son bassin versant.

De plus, outre des polluants d'origine agricole (nitrates, pesticides...), elle reçoit de grandes quantités de sel de déneigement.
Une étude a porté sur les variations (de 1952 à 1998) de composition ionique et de solutés de l'eau du bassin (9 103 km2) de la Mohawk de l'État de New York. Les taux de Na+ et Cl− ont respectivement augmenté de 130 % et 243 % respectivement, alors que d'autres constituants diminuaient ou restaient constants.
Le déglaçage des routes du bassin versant, avec des apports en sel estimés à 39 kg/km2 et par jour semble être le seul facteur explicatif possible de cette augmentation. Cet apport correspond à un apport moyen vers les nappes et cours d'eau de 16 à 46 kg de NaCl/km2/jour pour la période d'étude (47 ans). En outre, malgré la baisse de la population du nord de ce bassin-versant, son état rural, une gestion plus environnementale, et le Clean Water Act, les concentrations de Na+ et Cl− dans les eaux ont encore augmenté au cours des années 1990. Dans le même temps l'imperméabilisation et l'artificialisation croissante des sols, les puits, forages et pompages (actifs ou abandonnés), les fosses septiques, les aménagements urbains, périurbains et souterrains ont modifié le cycle de l'eau et parfois la vitesse d'infiltration vers les nappes.

## Géologie

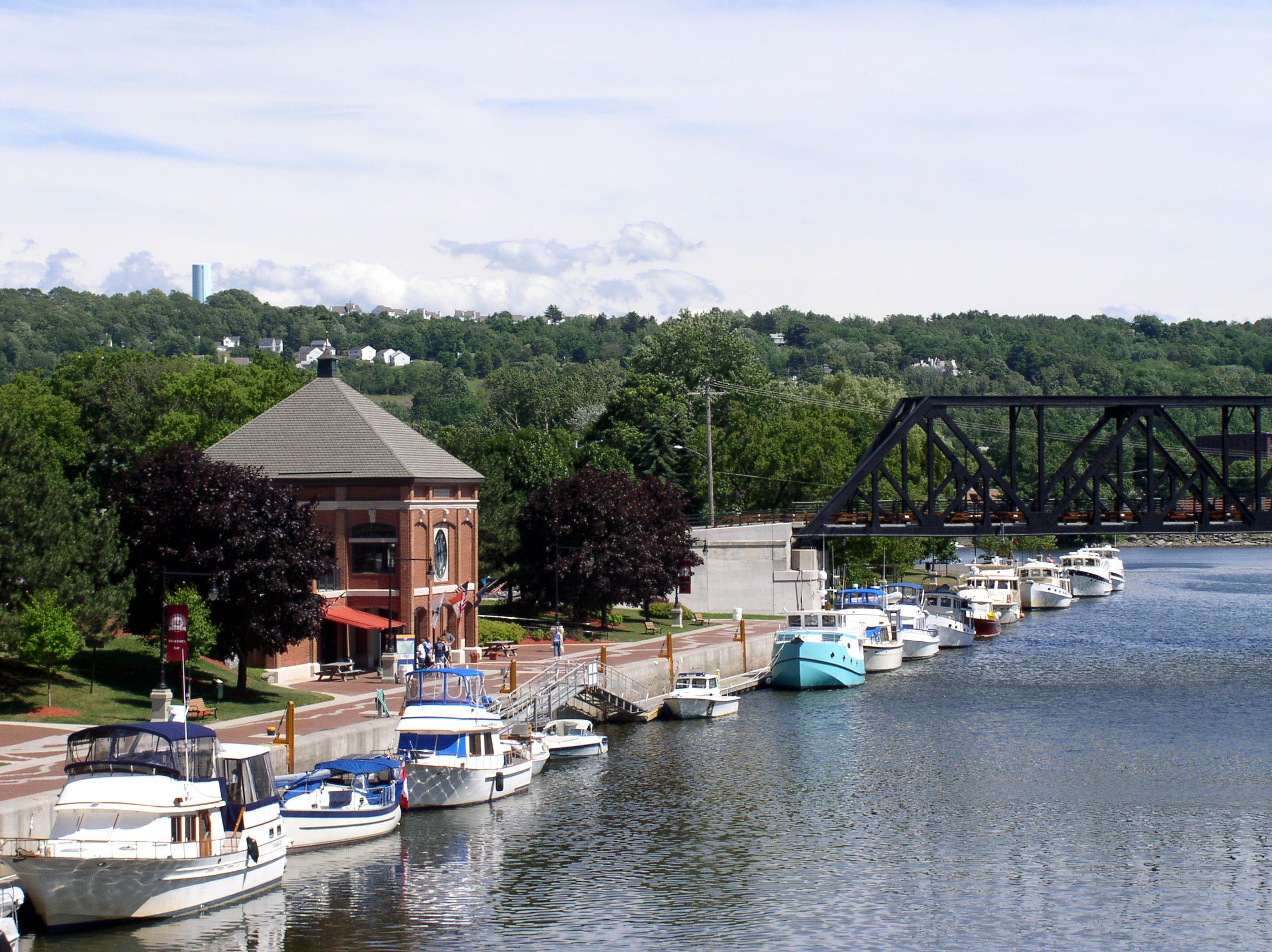
Port de Waterford sur la rivière Mohawk navigable et affluent droit de l'Hudson.

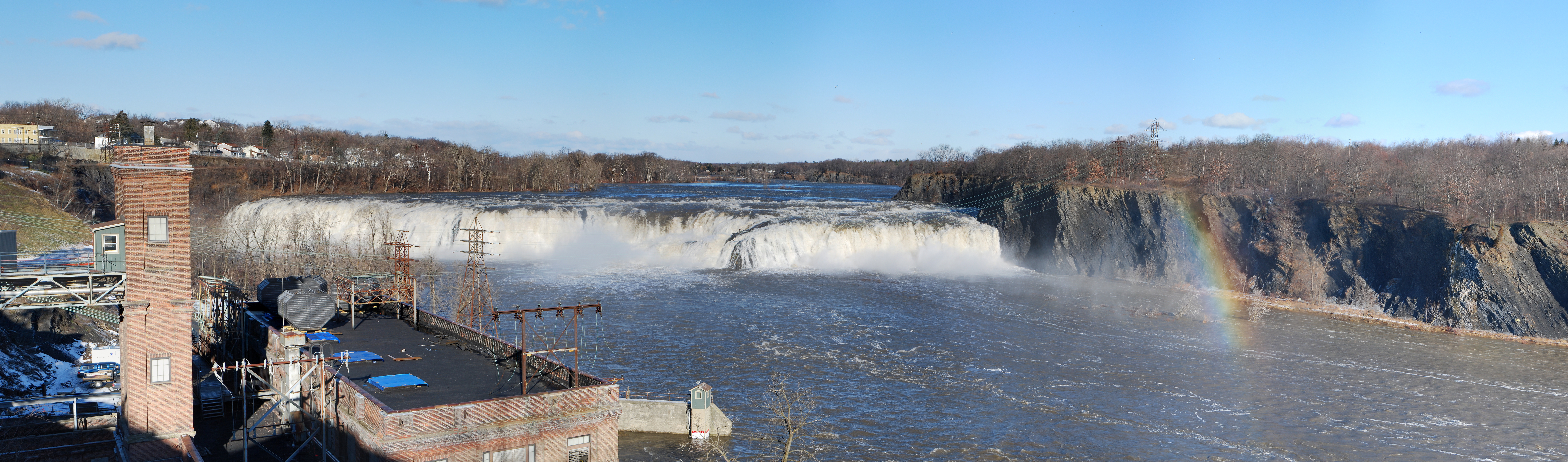
Panorama des chutes de Cohoes sur la Mohawk en hiver après un redoux et avec un arc-en-ciel.

La rivière Mohawk draine une importante portion des montagnes Catskill ainsi que le sud des monts Adirondacks. Au cours du Pléistocène, son bassin versant a été largement modifié par la glaciation qui a affecté une bonne partie du continent nord-américain. Les glaciers ont déposé dans le bassin de la rivière des blocs erratiques ainsi que des moraines glaciaires riches en argile. Au cours de la déglaciation, il y a environ 13 350 ans, les eaux du lac glaciaire Iroquois se sont écoulées de manière catastrophique dans la vallée de la Mohawk, la glace obstruant la vallée du fleuve Saint Laurent empêchant les eaux du lac d'emprunter cette voie-là. Elles ont laissé une marque de leur passage sous forme d'importants dépôts de sable et de gravier ainsi que de nids de poule tels ceux visibles à Little Falls.